# Lajos Baráth
Lajos Baráth (* 18. August 1935 in Abaújkér; † 29. Juli 2006 in Vértessomló) war ein ungarischer Schriftsteller.
Baráth hat unter Tage als Zimmermann gearbeitet und widmete sich als Historiker der Geschichte des Bergwerks von Tatabánya.
Baráth schilderte die Welt der Arbeiter in realistischer Weise, ohne den platten Forderungen des sogenannten sozialistischen Realismus zu erliegen.

## Werke
- Ember fehér bottal, Erzählungen 1962
- Házak tábla nélkül, Roman 1963
- Díszhal, Roman und Erzählung 1963
- Vesznyánka, Erzählung 1965
- Lopakodó prédikátor, Roman und Erzählung
- Tűz és korom, Roman 1967, Moskva 1969
- Külső körön, Roman 1970
- Sortűz, Roman und Erzählung 1971
- A hét százhatvannyolcadik órája, elb., München, 1972
- A Kuszenda lányok, Erzählung (dt. Die Kuszenda-Mädchen, 1973)
- Homok, Erzählung (dt. Sand, 1974)
- A félelem földje, Roman 1975
- Örökség, Roman 1976
- Miért hullámzik a tenger? Erzählung 1977
- Kigyelmed, János mester, Roman 1979
- A szörnyeteg, Roman 1979
- Hármaskönyv, 1983
- Párnámon anyám ujjának melege, Erzählung 1983
- Vakvágat, Roman 1986
- A folyosó, Roman 1989

| Personendaten    | Personendaten              |
| ---------------- | -------------------------- |
| NAME             | Baráth, Lajos              |
| KURZBESCHREIBUNG | ungarischer Schriftsteller |
| GEBURTSDATUM     | 18. August 1935            |
| GEBURTSORT       | Abaújkér                   |
| STERBEDATUM      | 29. Juli 2006              |
| STERBEORT        | Vértessomló, Ungarn        |